# 聖母マリアへの信心業

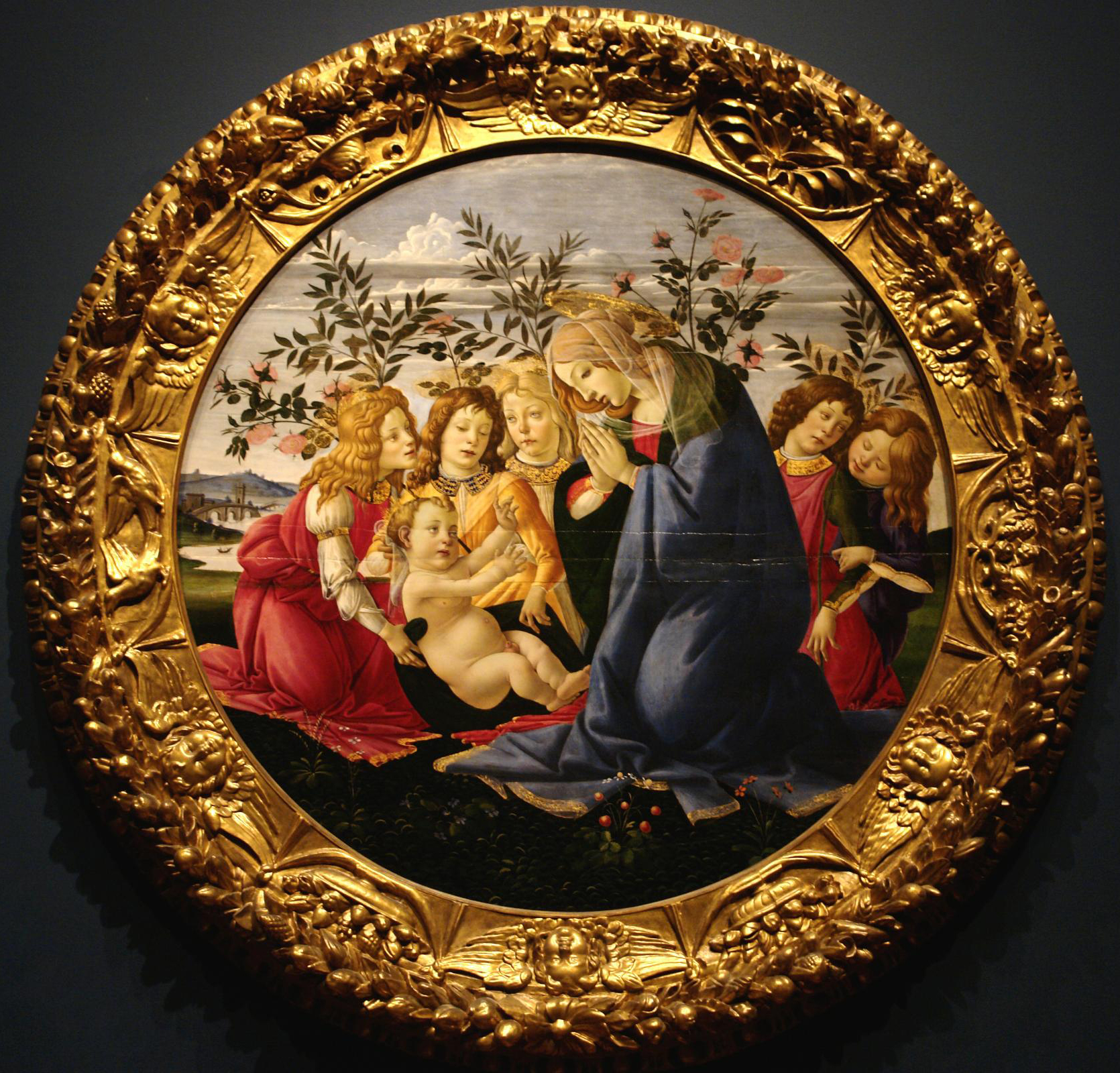
『聖母子と天使 』ボッティチェッリ約1485年

聖母マリアへの信心業（せいぼマリアへのしんじんぎょう、英: Marian devotions、聖母への信心）とは、キリスト教におけるイエスの母・マリアに対して行われるもので、「信心業」とは一般概念として、個人の信仰などを祈りによって表す行いを言う。これらの聖母マリアに対する祈り・行いは、聖母マリアに神への執り成しを求めて行われるとされる。聖母マリアへの信心業は数多くあり、ロザリオの祈りは最もポピュラーなものの一つで、その他にも、聖体訪問、十字架の道行き、 数日間に及ぶ祈祷をするノベナや、ローマ教皇によるマリア像への戴冠の儀式、東方教会によるイコンへの崇敬、また、祈りの業を伴わないが、スカプラリオを身に着けたり、「マリアの庭園」を整備維持することなどが挙げられる。

## マリア崇敬
おとめマリアに対する信心業は、神に行うような崇拝ではない。カトリック教会と東方教会（正教会・東方諸教会）のマリアに対する見方は、キリストより下位であるが、マリアは他の全ての創造物よりも上位に位置する独特な立場だとする。787年の第2ニカイア公会議では、「latreia（三位一体の神に対し捧げる礼拝）」、「hyperdulia（マリアへの特別崇敬）」、「dulia（天使や諸聖人に対する崇敬）」の3段階の階層が宣言され、三位一体の神に捧げるものと、マリアに対する崇敬、その他の諸聖人らに対する崇敬が区別された。
マリアに対する信心業は正教会とカトリック教会、そして聖公会の伝統派においては、重要なものとされているが、ほとんどのプロテスタント諸教会におけるマリアへの見方は、この信心業を受け入れていない。なぜなら、マリアに対する信心は聖書に記録されていないし、聖書によって促されているわけでもないからである。プロテスタント諸派は、これらのマリアに対する信心はキリストから注意をそらすものだとの考えとされる。
マリアへの信心業の形態やその構造は、マリアを記念するキリスト教各教派の違いにより、大変多様である。正教会のマリアへの信心業は大変明確であり、典礼と密接に結ばれている。一方、カトリック教会のマリアへの信心業は幅広く行われる。

## カトリック教会

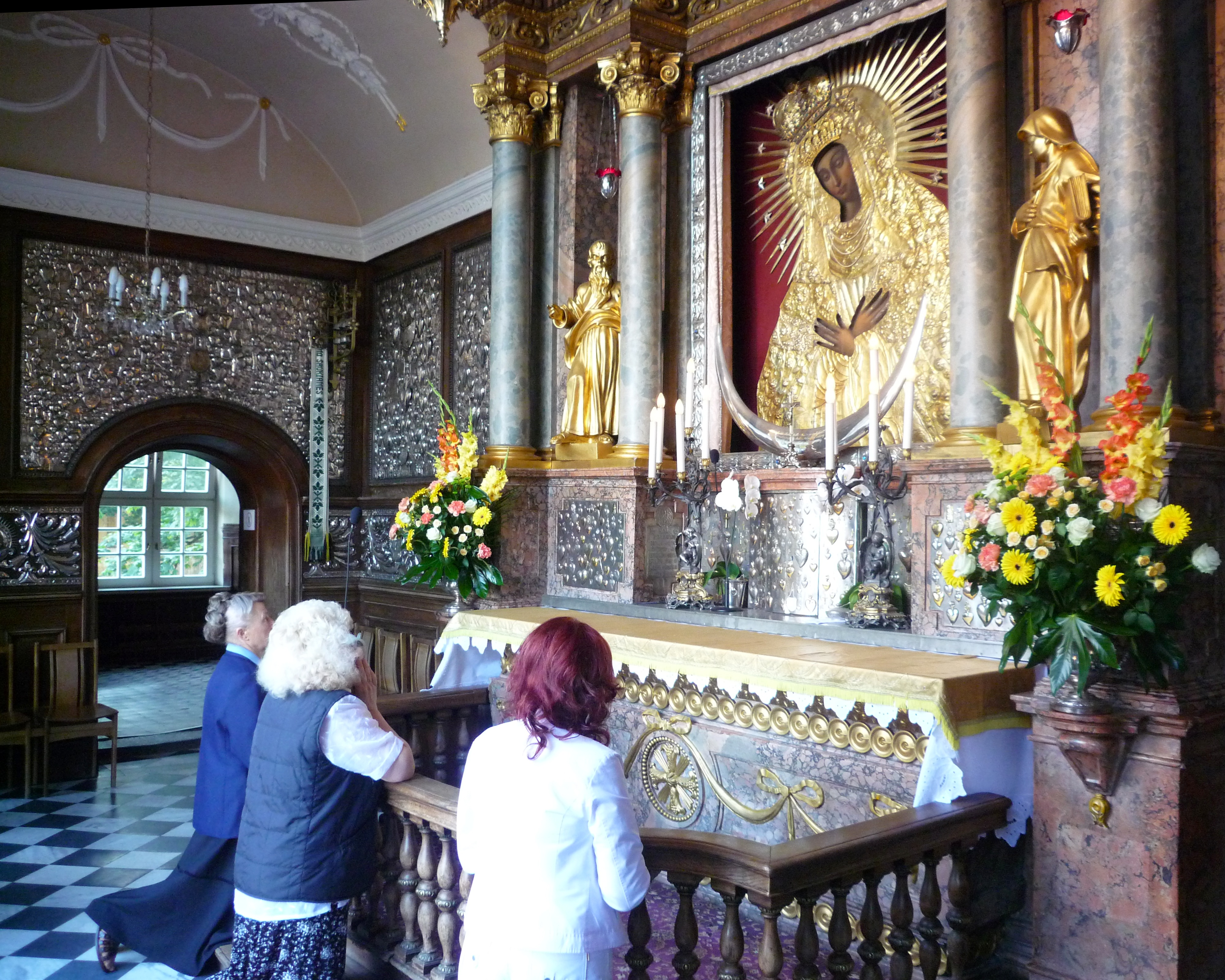
「夜明けの門の聖母」の前で祈る人々 リトアニア、ヴィリニュス

カトリック教会のマリア神学において、マリアへの信心業は、カトリック教会の伝統の中でも他より目立って顕著である。教皇パウロ6世は、自らの使徒的勧告「聖母マリアへの信心」では、その冒頭で「私たちはペトロの司教座と呼ばれるようになったその時より、聖なる乙女マリアへの信心を深めるように絶えず努めてきました。」と述べている。
教皇ヨハネ・パウロ2世は自らの使徒的書簡「おとめマリアのロザリオ」において、「マリアは造られたもののうちで、最もイエス・キリストと一致しているのです。ですから、人々の魂をイエス・キリストへと聖別し、一致させるために一番必要なことは、その母である聖マリアへの信心業です。」と述べ、マリアへの信心業の大切さを強調している。
一般階層では、グリニョンド・モンフォールによる「聖母マリアへのまことの信心」のような著作が数世紀に渡って読まれ、このことがカトリック教会におけるマリアへの信心業が大きくなっていく土壌となり、何千万という巡礼者たちが、マリアに捧げられた大聖堂を毎年訪れるようになっていった。 サポパンの聖母像は毎年10月12日に通りを司教座聖堂から他へと輿で移動し、巡礼者たちを魅了する。
マリアへの信心業は国家次元での統一をなしうる。グアダルーペの聖母への信心は、メキシコの国家的な象徴であり、1979年には教皇ヨハネ・パウロ2世がメキシコを訪れ、グアダルーペの聖母に加護を願った。これと類似するのは、「シルヴァの聖母」に対するリトアニアの国家的規模の崇敬である。なお、リトアニアはスラドケビシウス(Sladkevicius)枢機卿、リトアニア議会議長によって、1991年9月にマリアへ正式に奉献された。
カトリック教会においては、教義的に認められてこなかったが、聖人や神学者が強く論じてきた多くの信条があり、マリアへの信心業はこれら結び付いている場合がある。一例として挙げられるのが、マリアへの信心は予定説の兆候だとする信条である。12世紀のクレルヴォーのベルナルドゥスや13世紀のボナヴェントゥラ、 18世紀のアルフォンソ・デ・リゴリ の諸聖人は、この信条を主張しており、20世紀の神学者であるレジナルド・ガリグー・ラグランジュは教皇ヨハネ・パウロ2世を教えた人物であるが、彼は「予定説の兆候」に関する近代神学的な議論を支えた。

### 信心業の種別
カトリック教会のマリアに対する信心業は無数にあり、それらには多様な文化的側面がある。多くの著名な信心業がある中で、小規模なもの、特定地方のものや、その地域の限定的なものも数多く存在する。下記は信心業の特徴ごとに分類したものである。

#### 暦
実際、全てのマリアに対する信心業は、ある意味でカトリック教会の暦における典礼の祝日や、司教区ごとに定められている暦、修道会などの会衆ごとに定められている暦などと関連している。「初土曜日」（月初めの土曜日）は乙女聖マリアを記念して捧げられた祝日である。この祝日は、9世紀フランク王国カロリング朝の時代に由来を持つ 。5月（英語でMay）は、伝統的にマリアに捧げられた月である。

#### 祈り
「お告げの祈り」は伝統的に、大天使ガブリエルによるマリアへの「受胎告知」を記念して祈祷されるもので、この祈りは一日に朝、昼、夕の3回唱えられる。「復活節」（復活祭より50日）の間は、この祈りは唱えず、その代わりとして「アレルヤの祈り」を唱える。
「ロザリオの祈り」や、「聖母マリアへの夕べの祈り」は、基本的には観想・瞑想用の祈りである。「ロレトの連祷」は最もよく知られたマリアへの連祷である。

#### 聖母行列

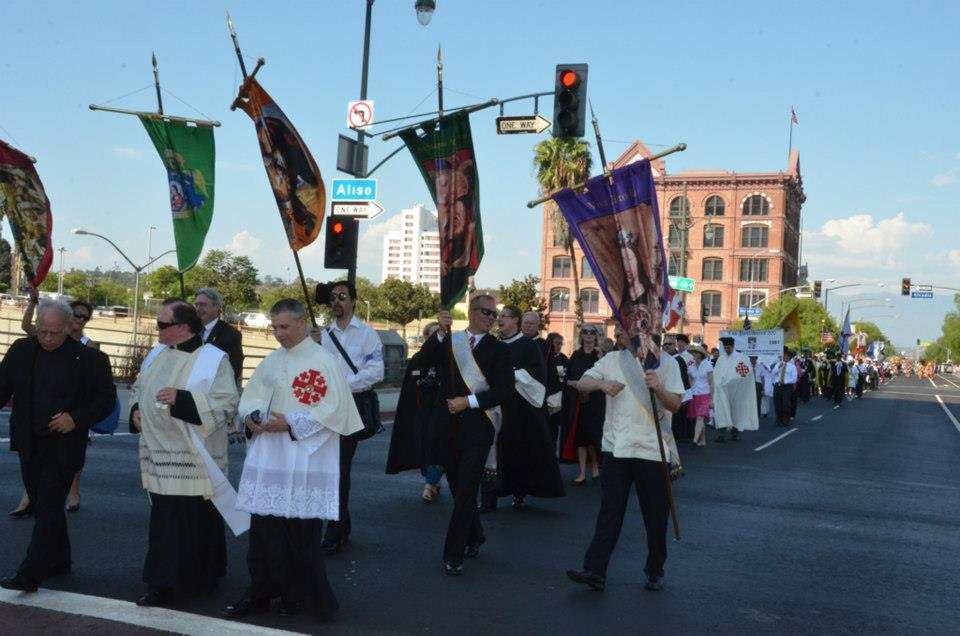
ロスアンジェルスのダウンタウン通りを歩くアニュアルグラウンド聖母行列

マリアを記念するキリスト教徒は、しばしばマリアを讃えるための聖母行列を行う。これらの行列は大きく分けて16世紀より、カトリック教会と正教会の文化圏に限られて行われてきた。アメリカ合衆国カリフォルニア州ロスアンジェルス市では、1781年のロスアンジェルス市開設より毎年100年間、聖母行列を行っていた。マーク・アンカー・アルバートによって設立された「天使の元后財団」は、この聖母行列を2011年にロスアンジェルス市のダウンタウンにて復活させた。ロスアンジェルス市の建立記念も兼ねて行われる。

#### 他の信心業
- 教義を基にしたもの : これには、定義済みの教義である「神の母」、「永遠の乙女」、「無原罪の御宿り」、「 聖母の被昇天」が挙げられる。信心業は教義・理論より先行してる場合が多い。これらの信心業は、時と共に発展していき、「イエスとマリアの穢れなき聖心」への信心が加わった。1677年にローマ教皇庁の聖座は、「マリア自身は処女懐胎をした。マリアの処女懐胎は、4世紀より現在まで続いてきた概念である。」との見解を示している。

- 聖母マリアの生涯 : 聖母マリアの生涯における特異的なエピソードは、結果的にエピソード自体が聖母マリアの信心業となっている。例として挙げられるのは、「聖母の七つの悲しみ」に対する信心で、これはシメオンの予言からイエス・キリストの磔刑までの出来事で聖母マリアの7つの悲しみを思い起こすものである。一方、「聖母の七つの喜び」は「受胎告知」から始まり、「天の元后への即位」で終わり、これはその期間に聖母マリアの7つの喜びを思い描くものである。現代における聖母マリアに対する信心業も存在する。その一例は「聖母マリアへの償いの行い」で、これは現代において、地上の人間たちが聖母マリアを侮辱し、冒涜した結果、聖母マリアが受けた苦しみに焦点を当てた信心業である。

- 聖母出現を基にしたもの : これらには、「グアダルーペの聖母（スペイン）、（メキシコ）」や「ルルドの聖母」、「ファティマの聖母」、「秋田の聖母」のような著名で公式に認められた聖母出現が挙げられる。また、インドの「善き健康の聖母」から、ポーランドの「リケンの聖母」まで、大陸を横断する範囲で様々な地域のものがある。このような信心業は、たいていの場合において聖母マリアを記念するカトリック教会の建設へと結果的に繋がっていく。

- 奇蹟の聖画など : 聖母マリアに関する多くの聖画（アイコン）や聖像には、古くから怪我や病気の治癒などの奇蹟的な出来事の報告がされており、それが結果的にその地方やその国において、その聖画・聖像への信心業となり、マリアの大聖堂が建設される流れとなっている。その例としては、ブラジルの「アパレシーダの聖母」、ポーランドの「ヤスナ・グラの聖母」、リトアニアの「夜明けの門 の聖母」、メキシコの「サン・ファン・デ・ロス・ラゴスの聖母」など、世界中各国に所在する。

- メダル・スカプラリオなどの聖具による信心業: 聖母マリアへの信心にはスカプラリオによるものがあり、そのバリエーションは豊富だが、その中でも最も人気があるのは、茶色のスカプラリオであり、これは、「カルメル山の聖母」への信心業となる。マリアのメダイ（メダル）も数多くあるが、そのなかでも最も普及しているのは、「不思議のメダイ」であり、この起源は1830年前にさかのぼる。

聖母マリアの信心業の中には、他の信心業に関連するタイプのものもある。「ルルドでの聖母出現」では、「ロザリオの祈り」が強調され、「ファティマでの聖母出現」では、出現した聖母マリアがロザリオとスカプラリオを持っていたと報告されている。地域の聖母マリア信心業では、その地域が祭りや儀式のような形で信心業を支え続けている。フィリッピンの「ポルタバーガの聖母」は、この地域の人々が数百年に渡って祭りを行い、この聖画を崇敬し続けている。スペインでは、毎年の聖霊降臨の祝日あたりに、マリアへの信心業の一環として、約100万人の人々がエル・ロシーオの巡礼 に参加する。
この他にも多くの信心のための表現方法がある。例としてはカトリック教会の聖堂では、主祭壇の脇に聖母マリア用の祭壇を設けたり、聖堂の横に聖母聖堂を設ける風習が存在する。

### 主要な聖母マリアへの信心業

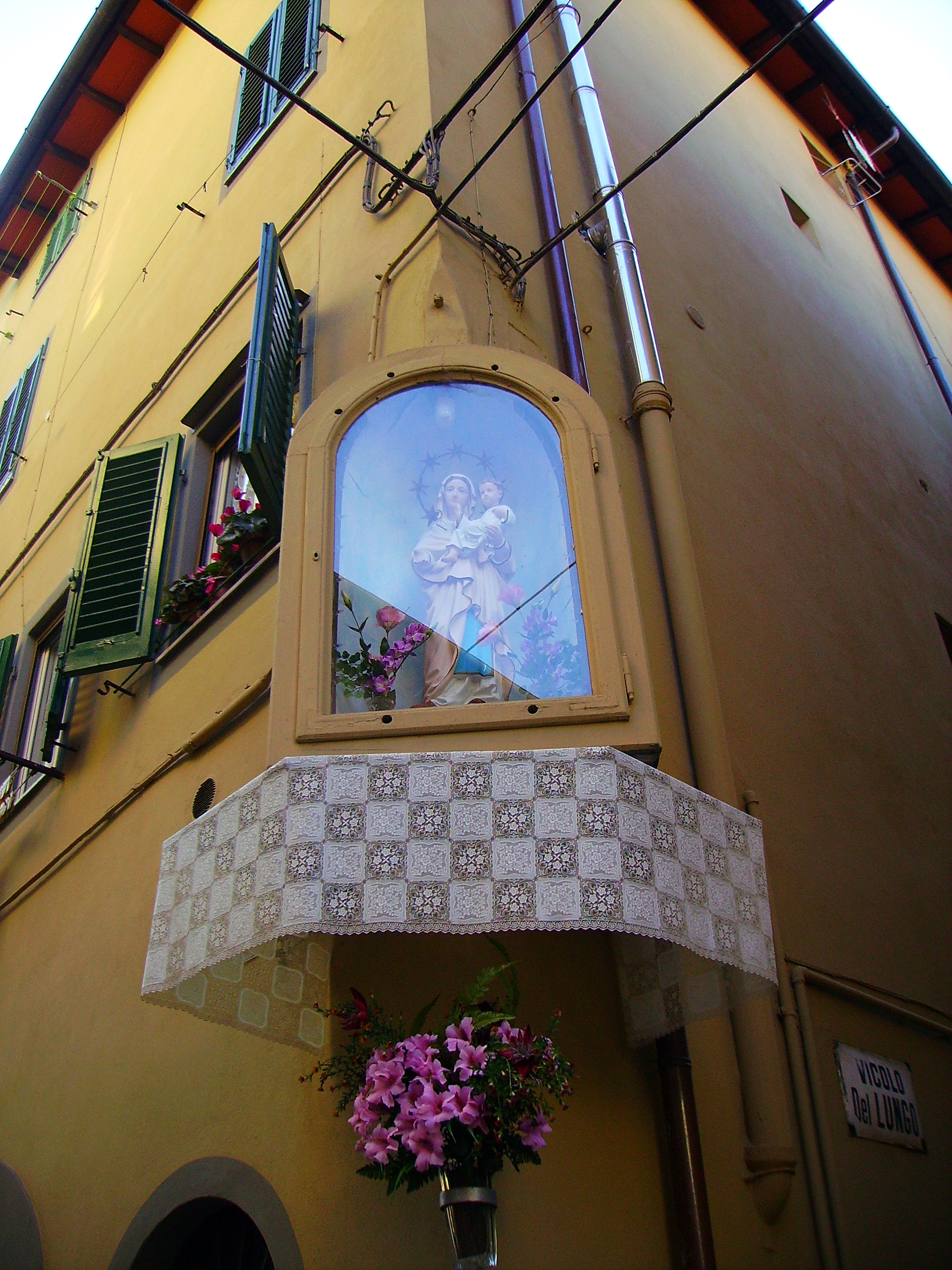
この街の通りでは、写真のように聖母マリアを崇敬する小聖堂が設けられている。 イタリア、トスカーナ州、 モンテヴァルキ

| 伝記及びマリア神学によるもの: - イエスと聖母の聖心 - 無原罪の御宿り - 聖母マリアの汚れなきみ心 - 聖母への償いの行い - 聖母の七つの喜び - 聖母の七つの悲しみ(悲しみの聖母) 準秘跡: - よきすすめの聖母のスカプラリオ - 聖母の七つの悲しみのスカプラリオ 聖画/聖像: - ヤスナ・グラの聖母 - 絶えざる御助けの聖母 - アパレシーダの聖母 - キャンデラリアの聖母 - エルロシオの聖母 - よきすすめの聖母 - リヘンの聖母 - サン・ファン・デ・ロス・ラゴスの聖母 - シルヴァの聖母 - ポルタバーガの聖母 （孤独の聖母） - 夜明けの門の聖母 - ザポパンの聖母 - レグラの聖母 | 聖母出現: - 秋田の聖母 - ファティマの聖母 - 善き健康の聖母 - グアダルーペの聖母 (スペイン) - グアダルーペの聖母 (メキシコ) - ルルドの聖母 - ノックの聖母 その他の聖母出現についてはこちらを参照 その他: - 天使の聖母 - 扶助者聖マリア - マリアの庭園 - 結び目を解くマリア - 中国の聖母 - ラ・バンの聖母 - レバノンの聖母 - 開かれた園の聖母 |

## 聖公会
聖公会系諸教会の集合体であるアングリカン・コミュニオンは、統一された教会ではなく、諸教会を総括する権限者が存在しない。様々な異なるタイプのマリアへの信心業が、それぞれ異なる聖公会グループによって行われており、マリア崇敬の度合いにもそれぞれ温度差がある。アングリカン・コミュオンと、コンテューニング・アングリカン・ムーブメントの内部では、「ハイ・チャーチ系」と「ブロード・チャーチ系」において、他のグループよりはマリアへの信心業が比較的重視されている。

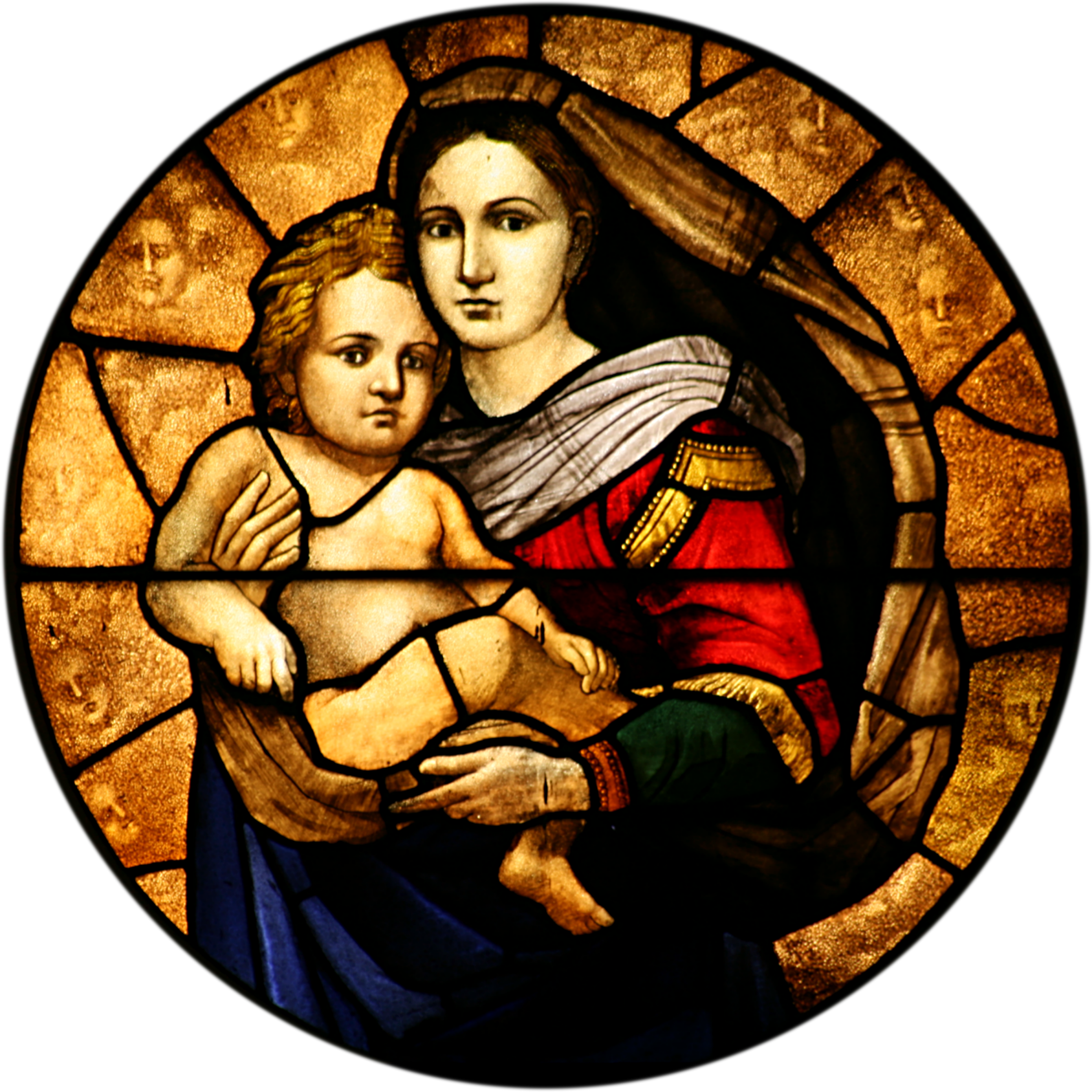
オーストラリア、ニューサウスウェールズの聖ヨハネ英国国教会にある聖母子像のステンドグラス。

マリアを重要視する度合い、マリアへの信心業の扱いは、聖公会の歴史において変化を遂げてきた。16世紀に英国国教会がローマ・カトリック教会から離脱した時以降、マリアから離れる動きが始まった。1552年の聖公会祈祷書では、マリアに関する記述が、わずか2、3か所だが、受胎告知の祝日やマリアのお清めの日（聖燭祭）はそのまま存続していた。しかしながら、17世紀になると、マリア崇敬への段階的な回帰が1662年までに起こり、5つのマリアを記念する日ができた。
英国のマリアに対する信心は良く「詩」や「マリアへの賛歌」、そして、クリスマスで歌われる讃美歌（クリスマス・キャロル）などにおいて表現されてきた。代表的なものとして、17世紀のジョン・ダンやジョージ・ハーバートの詩、または、18世紀の乙女聖マリア(Saint Mary the Virgin)のようなトマス・ケンの作品が挙げられる。
聖公会におけるマリアへの信心は19世紀の間にアングロ・カトリック主義におけるオックスフォード運動やジョン・ヘンリー・ニューマンのような著名人たちの活動によって再興された。英国の神学者フレデリック・ウィリアム・ファバーはいくつかのマリア賛歌を作ったが、19世紀の終わり頃にかけて、このファバーのような英国神学者たちにより、マリアに対する信心業の積極的な普及がなされた。
20世紀における礼拝式の刷新で、マリアは新たに重要視されることとなり、殆どの聖公会系祈祷書の中の聖餐式における祈りで、マリアの名前が入れられた。聖公会・アングリカン・コミュニオンの聖職者上層部内において、マリアに対する信心業が段階的に増加していることもまた、歴然としてきた。カンタベリー大主教 ローワン・ウィリアムズ は、2008年にルルドの聖母に巡礼しており、聖母子画（イコン）への祈り方の本を書いている 。
聖公会のマリアへの信心業には、ロザリオの祈り、ローソクの奉献、ウォルシンガムの聖母またはルルドの聖母への巡礼が含まれる。なお、ここでいうロザリオの祈りは聖公会独自のものであるが、カトリック教会のロザリオの祈りと類似している。聖公会やアングロカトリック主義の信徒もまたロザリオの祈りを行う。 
数世紀にわたり、「ウォルシンガムの聖母」は聖公会の乙女マリアに対する信心の中心にある。聖公会においては「ウォルシンガムの聖母」の祝日を10月15日に定めており、カトリック教会ではこの祝日を9月24日としている。
聖公会の主教座聖堂やアングロ・カトリック主義の教区教会、そしていくつかの聖公会大聖堂には、乙女マリアに奉献された礼拝堂や、祭壇が設けられており、これらは聖母礼拝堂、聖母祭壇と呼ばれている。「聖公会・カトリック教会国際会議」では、2005年に拘束力はないものの、「マリア：キリストの恵みと希望」という共同声明が公表された。このような枠組みの範疇におけるカトリック教会と聖公会の議論においては、マリアとマリアに対する信心業について、その合意をさらに進めようとする動きが始まった。

## 正教会

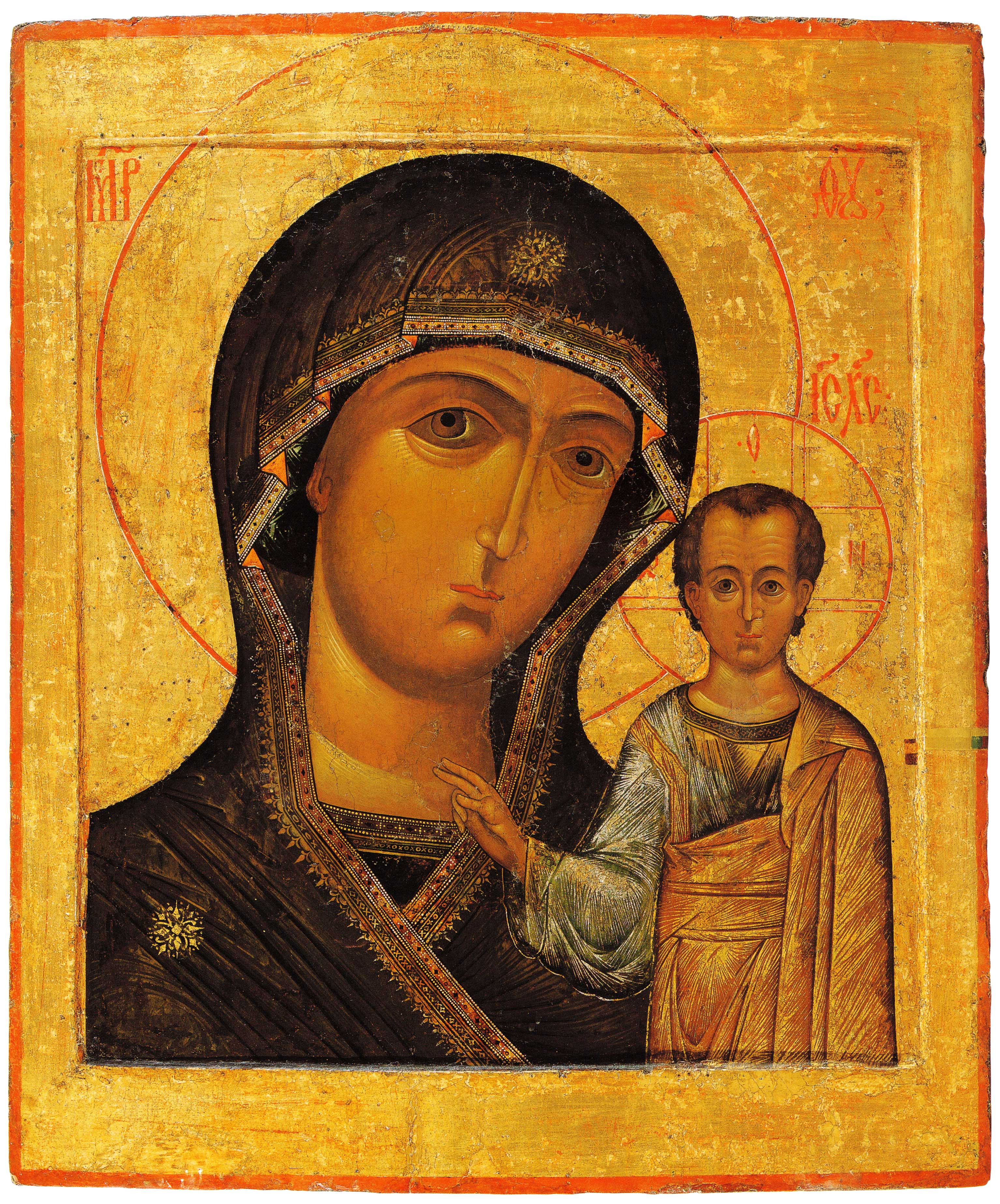
カザンの生神女またはカザンの聖母　この聖母子画(イコン)は、カトリック教会および正教会の双方において信心の対象となってきた。

「永遠の乙女」(ガリシア語：Aeipartenos)は、東方教会（正教会）における重要な祈祷および霊性の主題の一つである。正教会における乙女マリアへの信心は「当然のこと」とされる。この乙女マリアへの信心は、正教会で信仰生活一生の中に浸透していた。そして、西側のローマカトリック教会のように神学的発達を強いられることは、歴史的になかった。
正教会では、マリアへの信心を、キリスト者の霊性における重要な要素と捉えており、キリスト教の他教派によるマリアへの無関心を問題視している 。正教会の神学者、セルゲイ・ブルガーコフは乙女マリアを崇敬しないキリスト教教派を「もう一種類のキリスト教」と呼んだ。
テオドコス（Theotokos：生神女、神の母）の称号は、正教会においてかなり重要であり、神の受肉が時満ちてなされたことを宣言する言葉とされている。
正教会のマリアへの信心は次の3つによって特徴づけられる。
- 正教会のマリアに対する理解は、何世紀もの間、殆どがマリア神学のような学術的なものより、むしろマリア賛歌と祈祷におけるものだった。正教会におけるマリアへの信心は、論文形式のマリア神学というよりもむしろ、マリア賛歌、典礼の時に読まれる詩、聖母子画（イコン）への崇敬といったものに表されていた。

- 正教会のマリアへの信心業は、正教会における他の多くのキリスト教の伝統的信心業に比べると、典礼に根付き統合されている。なお、正教会の一年間の典礼の中には、カトリック教会のそれよりも、多くのマリア賛歌が存在する。マリアに関する祝日、聖母子画、賛美歌などについては、たびたび典礼に結び付けられている。"奇跡を起こす"とされる「アイヴァスカイアの生神女」(Theotokos Iverskaya)の聖母子画は、この聖画自体を祝う祝日が定められており、アカティストス(Akathistos)と呼ばれる賛美歌が歌われる。

- 正教会はマリアを生神女としての役割に焦点を当てて信心をしている。正教会は、キリストが受肉した際にマリアが果たした役割を称賛するための信心業を行うが、この信心業を重視しているためである。ゴルゴタの丘でのマリアの悲しみを考慮した信心業など、他のマリアに対する信心業と比較しても、生神女としての受肉への役割が重視されていることがわかる。生神女としてのマリアに対する信心業は 幼子のイエスを抱いた姿を描いた聖画である「聖母子画」への崇敬に結びつけられることが多い。例えば、正教会の祝日、「正教勝利祭」において、マリア賛歌が歌われることや、聖母子画を崇敬することは、生神女としてのマリアのアイデンティティーを再確認するものである。

正教会は、マリアが1人の人間であるにもかかわらず、全ての創造物の中から最も高い地位の者として神に選ばれた存在だとしている。正教会の讃美歌「常に福にして」は、マリアを智天使よりも誉れある存在で、「熾天使」を超えた栄光に輝く存在であると讃える。正教会においては、そのほとんどがマリアを「罪なき存在」と見做しているものの、カトリック教会のマリアに関する教義・「無原罪の御宿り」については、決してこれを受け入れない。
正教会の全ての奉神礼（礼拝式）や聖体礼儀においては、数えきれないほどの回数でマリアの名前が呼ばれる。連祷を唱える時は、その最後を乙女マリアへの嘆願の祈りで締めくくられる。一連の讃詞が繰り返し唱えられる時、その最後の一つは、「テオトキア」というマリア賛歌であることが多い。正教会には、無数のマリアへの連祷が存在し、数多くのマリアの称号や、いくつかのマリアに関する教義、その他教訓的なものや、マリアを守護者とするものなどの広がりがある。
しばしば奇蹟を起こすとされている「生神女の聖画」に対する信心業は、正教会において一般的に見られるものである。カザンの生神女など、多くのこのような聖画は、その聖画が置かれている地域を守護すると考えられており、「フョドロフスカヤの生神女」はヴォルガ川上流の地域を守護するとされ、また「トルガの生神女」は、ヤロスラヴリを守護するとされている。地方独特の正教会におけるマリアに対する信心業はたくさんあり、古来から存在しているものも多い。そしてこれらもまた、現在のイスタンブールにある「生命を与える春の生神女」など、世界中の各地に点在する。
マリアに対する信心業で最も重要視されているものは、生神女へのアカフィストであり、これは、毎年の四旬斎に唱えられるもので、また、各信徒たちが年間を通じてそれぞれ個人的に唱える場合も多い。また、アカフィストのうち、「聖餐の準備」の部分だけを唱える信徒もいる。古代正教会の祈りで韻文に訳されたものが、聖公会の讃美歌 "イエスは見ておられる。イエスは聖なるお方。"の第2詩句に見られる。